# Río Mayo (Chubut)
Río Mayo is een plaats in het Argentijnse bestuurlijke gebied Río Senguer in de provincie Chubut. De plaats telt 2.939 inwoners.